# Łyżwiarstwo figurowe na Zimowym Olimpijskim Festiwalu Młodzieży Europy 1995
Łyżwiarstwo figurowe na Zimowym Olimpijskim Festiwalu Młodzieży Europy 1995 – jedna z dyscyplin rozgrywanych podczas zimowego olimpijskiego festiwalu młodzieży Europy od 5 do 9 lutego 1995 w Andorze. Zawody odbyły się w trzech konkurencjach: solistów, solistek, parach tanecznych.
W odróżnieniu od innych zawodów rangi mistrzowskiej w łyżwiarstwie figurowym, każdy kraj zrzeszony w Europejskim Komitecie Olimpijskim mógł wystawić w każdej konkurencji po jednym reprezentancie.

## Wyniki

### Soliści
| Poz. | Zawodnik            | Reprezentacja   | Nota łączna | SP | FS |
| ---- | ------------------- | --------------- | ----------- | -- | -- |
| 1    | Szabolcs Vidrai     | Węgry           | 2,5         | 3  | 1  |
| 2    | Witalij Danylczenko | Ukraina         | 3,5         | 1  | 3  |
| 3    | David Jäschke       | Niemcy          | 5,0         | 6  | 2  |
| 4    | Florian Tuma        | Austria         | 5,0         | 2  | 4  |
| 5    | Christo Turlakov    | Bułgaria        | 7,0         | 4  | 5  |
| 6    | Peter Jaros         | Czechy          | 9,5         | 5  | 7  |
| 7    | Adam Zalegowski     | Polska          | 11,5        | 7  | 8  |
| 8    | Neil Wilson         | Wielka Brytania | 12,5        | 13 | 6  |
| 9    | Gheorghe Chiper     | Rumunia         | 13,0        | 8  | 9  |
| 10   | Róbert Kažimír      | Słowacja        | 15,5        | 11 | 10 |
| 11   | Miguel Alegre       | Hiszpania       | 17,0        | 12 | 11 |
| 12   | Wachtang Murwanidze | Gruzja          | 17,0        | 10 | 12 |
| 13   | Frédéric Dambier    | Francja         | 17,5        | 9  | 13 |
| 14   | Roberto Sana        | Włochy          | 22,0        | 16 | 14 |
| 15   | Evgeni Kapitoulets  | Białoruś        | 22,0        | 14 | 15 |
| 16   | Edgar Gregorian     | Armenia         | 23,5        | 15 | 16 |
| 17   | Panajotis Markuizos | Grecja          | 25,5        | 17 | 17 |

### Solistki
| Poz. | Zawodniczka             | Reprezentacja   | Nota łączna | SP | FS |
| ---- | ----------------------- | --------------- | ----------- | -- | -- |
| 1    | Nadieżda Kanajewa       | Rosja           | 2,0         | 2  | 1  |
| 2    | Vanessa Gusmeroli       | Francja         | 3,5         | 3  | 2  |
| 3    | Krisztina Czakó         | Węgry           | 3,5         | 1  | 3  |
| 4    | Inna Zajc               | Ukraina         | 6,5         | 5  | 4  |
| 5    | Jekaterina Golovatenko  | Estonia         | 8,0         | 4  | 6  |
| 6    | Carmen Poppek           | Niemcy          | 9,5         | 9  | 5  |
| 7    | Zoe Ann Jones           | Wielka Brytania | 10,5        | 7  | 7  |
| 8    | Klara Bramfeld          | Szwecja         | 11,0        | 6  | 8  |
| 9    | Christel Borghi         | Szwajcaria      | 14,0        | 10 | 9  |
| 10   | Madalina Matei          | Rumunia         | 15,0        | 8  | 11 |
| 11   | Sabina Wojtala          | Polska          | 15,5        | 11 | 10 |
| 12   | Ingrida Zenkeviciute    | Litwa           | 20,5        | 17 | 12 |
| 13   | Haya Leenards           | Holandia        | 21,5        | 15 | 14 |
| 14   | Ana Ivančić             | Chorwacja       | 21,5        | 13 | 15 |
| 15   | Valeria Vacchini        | Włochy          | 22,5        | 19 | 13 |
| 16   | Melita Celesnik         | Słowenia        | 24,0        | 16 | 16 |
| 17   | Petra Hrdlicka          | Austria         | 24,0        | 14 | 17 |
| 18   | Ellen Mareels           | Belgia          | 27,0        | 18 | 18 |
| 19   | Selja Teitti            | Finlandia       | 27,0        | 12 | 21 |
| 20   | Anna Maria Portillo     | Hiszpania       | 29,5        | 21 | 19 |
| 21   | Ksenija Jastsenjski     | Jugosławia      | 30,0        | 20 | 20 |
| 22   | Natalia Sapelkina       | Białoruś        | 33,0        | 22 | 22 |
| 23   | Elena Sirokhvatova      | Łotwa           | 35,0        | 24 | 23 |
| 24   | Anna Chatziathanasiou   | Grecja          | 36,5        | 25 | 24 |
| 25   | Khatuna Kharitonashvili | Gruzja          | 36,5        | 23 | 25 |

### Pary taneczne
| Poz. | Zawodnicy                               | Reprezentacja |
| ---- | --------------------------------------- | ------------- |
| 1    | Isabelle Delobel / Olivier Schoenfelder | Francja       |
| 2    | Jolanta Bury / Łukasz Zalewski          | Polska        |
| 3    | Krisztina Szabó / Tamás Sári            | Węgry         |